# تومي لارن
تومي راي أوغوستوس لارن (بالإنجليزية: Tomi Rae Augustus Lahren)‏ هي مذيعة وصحفية ومعلقة سياسية محافظة أمريكية ولدت في يوم 11 أغسطس 1992 في مدينة رابيد سيتي في داكوتا الجنوبية. بدأت بالعمل في قناة ذا بليز وثم انتقلت إلى فوكس نيوز. تعرف بمواقفها اليمينية المحافظة والتحررية وتأييدها للرئيس الأمريكي السابق دونالد ترامب.